# História romana (Dião Cássio)
História romana é uma obra de 80 livros, escrita em grego antigo na primeira metade do século III por Dião Cássio Cociano, historiador e funcionário imperial romano. Esta obra, fruto da pesquisa e trabalho de vinte e dois anos, cobre um período de 983 anos, desde a chegada de Eneias na Itália e a fundação de Roma (753 a.C.), até 229 d.C. de Alexandre Severo.
Até finais da era de Júlio César, Dião Cássio fornece um breve relato dos acontecimentos, enquanto que sobre os anos posteriores entra já em maior detalhe. Observa-se uma maior precisão partir do período do imperador Cómodo.
Os primeiros 37 livros chegaram até nós somente em forma de fragmentos. Os livros posteriores, até ao LIV, encontram-se quase todos completos e descrevem o período entre 65 a.C. e 12 a.C. (isto é, da campanha oriental de Pompeu e a morte de Marco Vipsânio Agripa). O livro LV está consideravelmente incompleto. No entanto, do quinquagésimo sexto ao sexagésimo livros, que compreendem o período de 9 d.C. a 54 d.C., estes estão completos e relatam os eventos que se sucedem desde a derrota de Varo na Germânia (Batalha de Teutoburgo) até à morte de Cláudio. Dos vinte livros sucessivos remanescem apenas fragmentos e uma breve e medíocre epítome do monge João Xifilino (século XI), pretendido pelo imperador bizantino Miguel VII Parapinácio. O octogésimo e último livro abrange os anos entre 222 d.C. e 229 d.C. (principado de Alexandre Severo).
A referência de Dião Cássio foi Tucídides, mas o resultado não está, por certo, à altura da História da Guerra do Peloponeso. O estilo é, no entanto, terminante e cheio de latinismos. Dião Cássio, dada a posição privilegiada que tinha enquanto senador e homem da administração imperial, estava muito bem informado sobre as vicissitudes do império, seu contemporâneo.